# Arturo Sudbrack Jamardo
Arturo Sudbrack Jamardo (* 10. September 1943 in Vitória, Brasilien; † 22. März 2019 in München) war ein brasilianischer Pianist, der aus einer deutsch-spanischen Familie stammte und in München lebte.

## Leben und Werk

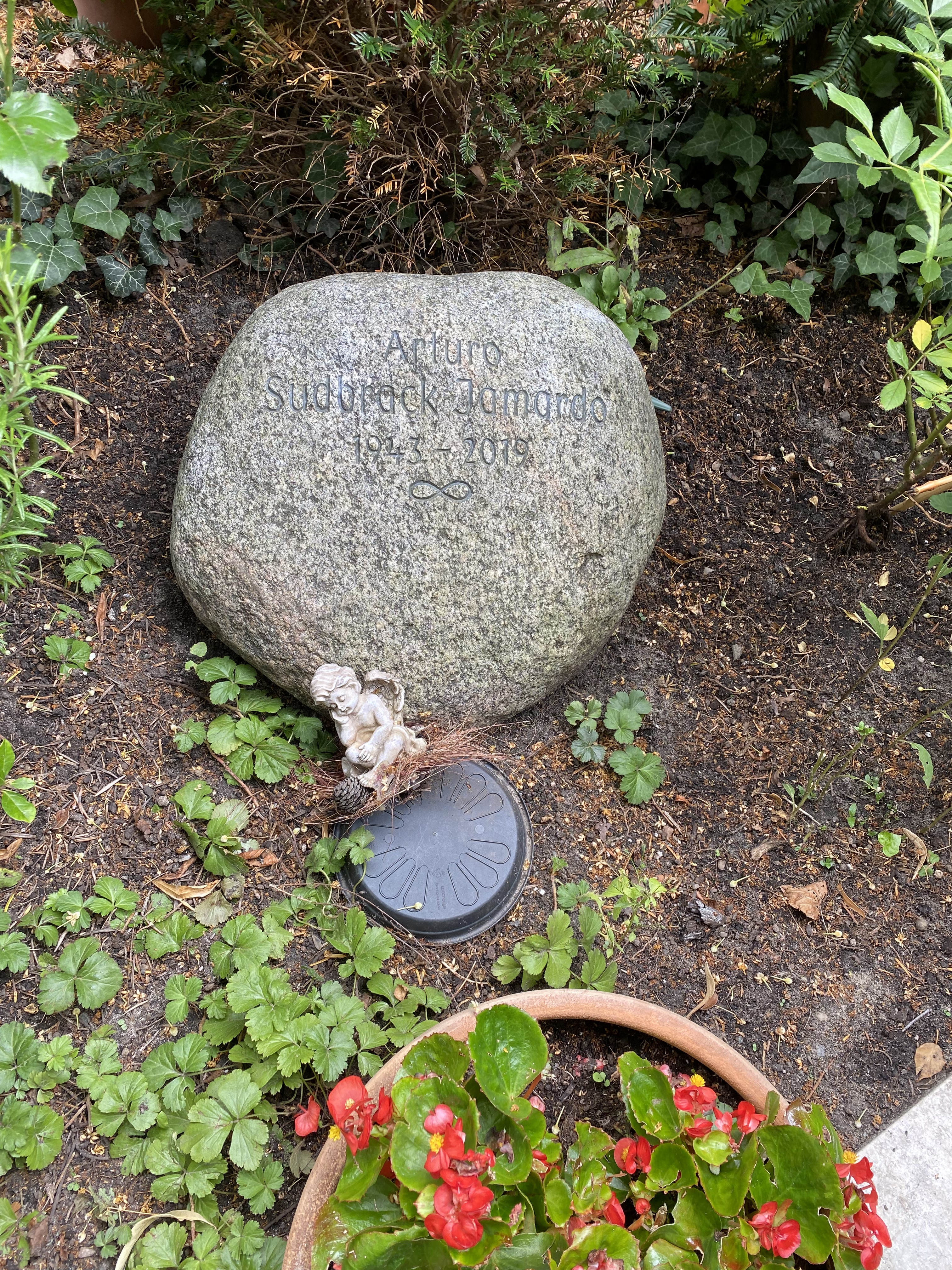
Grabstätte auf dem Friedhof Dahlem

Er studierte Klavier bei Sebastian Benda an der Universidade Federal de Santa Maria in Brasilien, später bei Helena Costa in Portugal (Stipendiat der Gulbenkian-Stiftung), bei Yvonne Lefébure in Paris und bei Gerhard Puchelt 1981 an der Universität der Künste Berlin.
Er gewann den 2. Preis beim Klavierwettbewerb Heitor Villa-Lobos in Brasilien und war 1. Preisträger des Klavierwettbewerbs der Associação Brasileira de Arte in Rio de Janeiro. Er konzertierte mit diversen Orchestern in verschiedenen Ländern. In Deutschland fand mit ihm und dem Radio-Symphonie-Orchester Berlin die erste Aufführung des 4. Klavierkonzertes von Heitor Villa-Lobos statt.
Seine solistische Konzerttätigkeit führte ihn durch ganz Europa, u. a. nach Deutschland, Österreich, Italien, Frankreich und Spanien, sowie nach Brasilien, Mexiko und China. In den letzten Jahren widmete er sich mehr der pädagogischen Arbeit. Er war mehrere Jahre Gastprofessor und Jurymitglied am Conservatoire Européen de Musique de Paris. An verschiedenen Konservatorien und Musikhochschulen in Europa und Südamerika veranstaltete er zahlreiche Gesprächskonzerte, Kurse und Seminare für Klavier.
Eine CD-Einspielung mit Werken von Alberto Ginastera und Heitor Villa-Lobos  wurde von Iton-Musik München 1987 herausgegeben. Anlässlich seines Recitals im Rahmen des Klavierfestivals von Husum 2003 ist er auf einer CD mit Werken von Carlos Guastavino und Heitor Villa-Lobos zu hören, erschienen bei danacord in Dänemark.
Arturo Sudbrack Jamardo wurde auf dem Berliner Friedhof Dahlem (Feld 003-145) beigesetzt. 